# St. Edward (Nebraska)
St. Edward és una població dels Estats Units a l'estat de Nebraska. Segons el cens del 2000 tenia 796 habitants.

## Demografia
Segons el cens del 2000, St. Edward tenia 796 habitants, 315 habitatges, i 206 famílies. La densitat de població era de 465,7 habitants per km².
Dels 315 habitatges en un 30,2% hi vivien nens de menys de 18 anys, en un 53,3% hi vivien parelles casades, en un 8,3% dones solteres, i en un 34,6% no eren unitats familiars. En el 32,1% dels habitatges hi vivien persones soles el 19,7% de les quals corresponia a persones de 65 anys o més que vivien soles. El nombre mitjà de persones vivint en cada habitatge era de 2,37 i el nombre mitjà de persones que vivien en cada família era de 3,03.
Per edats la població es repartia de la següent manera: un 26,6% tenia menys de 18 anys, un 4,6% entre 18 i 24, un 22% entre 25 i 44, un 20,7% de 45 a 60 i un 26% 65 anys o més.
L'edat mediana era de 42 anys. Per cada 100 dones de 18 o més anys hi havia 92,7 homes.
La renda mediana per habitatge era de 27.212 $ i la renda mediana per família de 33.750 $. Els homes tenien una renda mediana de 28.500 $ mentre que les dones 17.891 $. La renda per capita de la població era de 13.973 $. Aproximadament el 13,6% de les famílies i el 15% de la població estaven per davall del llindar de pobresa.

## Poblacions més properes
El següent diagrama mostra les poblacions més properes.